# Kinkstart
Kinkstart is een Nederlands radioprogramma. Het wordt gepresenteerd door Michiel Veenstra en elke dag uitgezonden van 6.00 tot 10.00 uur op KINK. Het programma bestaat sinds 4 februari 2019. De eerste paar weken werd het programma alleen doordeweeks uitgezonden, daarna ook in het weekend. Sinds mei 2019 wordt het programma weer alleen op werkdagen uitgezonden en heeft het weekend een eigen ochtendprogramma. In januari 2021 werd bekend dat het programma is genomineerd voor de Gouden RadioRing 2020.

## Vaste onderdelen
Enkele vaste onderdelen van het programma zijn:
- De Daily KINK, het belangrijkste muzieknieuws
- De Kinkstart van je dag, een luisteraar kan een liedje aanvragen om de dag mee te beginnen
- Veenstra Vertelt, Michiel Veenstra vertelt het verhaal achter een liedje
- De KINK Kieslijst, een luisteraar mag drie liedjes kiezen die op de radio worden gedraaid